# Marie de Clèves (1553-1574)
Pour les articles homonymes, voir Marie de Clèves.
Marie de Clèves, princesse de Condé (1553 - 30 octobre 1574), fut une princesse de la maison de Clèves ayant vécu à la cour de Charles IX et connue pour avoir suscité la passion du duc d'Anjou (futur Henri III) et la jalousie de son mari le prince de Condé.
Élevée dans le protestantisme le plus strict par Jeanne d'Albret, mère de Henri III de Navarre (futur Henri IV), elle fut très proche du duc et de la duchesse de Nevers, couple engagé dans la reconquête catholique. Elle fut dame de compagnie de la reine Élisabeth d'Autriche. 
Elle meurt vers l'âge de 21 ans.

## Biographie
Elle est la fille de François Ier de Clèves, duc de Nevers et de Rethel, et de Marguerite de Bourbon-Vendôme. Par sa mère, elle est la cousine du roi Henri III de Navarre (futur Henri IV de France) et du prince de Condé.
À 6 ans, à la mort de sa mère le 20 octobre 1559, elle est placée sous la tutelle de son oncle le cardinal de Bourbon mais son éducation est confiée à ses tantes, en particulier, la reine de Navarre Jeanne d'Albret (épouse d'Antoine de Bourbon et mère du futur Henri IV de France). Celle-ci l'élève dans la religion calviniste et prévoit son mariage avec son cousin Henri de Bourbon, prince de Condé, un jeune homme laconique et austère.
Marie découvre la cour de France en mars 1572. Elle y retrouve ses deux sœurs aînées, de religion catholique : Catherine, duchesse de Guise et Henriette, duchesse de Nevers et de Rethel.
En 1564-66, elle hérite de son frère le duc Jacques de Nevers le comté de Beaufort, le marquisat d'Isles, la baronnie de Jaucourt, la seigneurie de Jully, en Champagne méridionale (Aube) : tous fiefs passés à sa fille Catherine, puis en 1595 à sa sœur Catherine de Guise.
Elle est mariée le 10 août 1572 au prince de Condé dans le château de Blandy. Quelques jours plus tard, a lieu le massacre de la Saint-Barthélemy, qui contraignit le prince et la princesse à revenir à la foi catholique. Ils furent remariés selon le rite catholique. À cette époque, Marie était courtisée par le duc d'Anjou, frère et héritier du roi. 
Lorsque le prince de Condé s'enfuit de la cour pour revenir à la religion protestante, il laissa derrière lui Marie de Clèves qui ne souhaita pas le rejoindre. Le roi Charles IX étant mourant, elle espérait que le duc d'Anjou, en devenant roi, la prendrait pour reine. Ses espérances n'étaient pas vaines, car c'était bien l'intention d'Henri, devenu roi, de l'épouser. 
Peu de temps après qu'Henri III fut revenu de Pologne, Marie mourut en couches le 30 octobre 1574 en donnant naissance à une fille prénommée Catherine, qui hérita des biens de sa mère († 1595 sans postérité). Elle n'avait que 21 ans. 
Sa mort plongea le roi dans une véritable détresse dont il eut du mal à se remettre. Il manifesta à cette occasion les premiers signes d'une piété extériorisée en participant aux dévotions de la confrérie des pénitents d'Avignon, où il se trouvait alors. 
Il épouse quelques mois plus tard, contre le sentiment de la reine-mère Catherine de Médicis, une princesse issue d'une branche cadette de la maison de Lorraine, Louise de Vaudémont. Ce mariage n'apporte aucun avantage à la couronne de France et risque même d'augmenter le pouvoir des Guise mais la nouvelle reine, au demeurant belle, digne et à la conduite exemplaire, ressemble étrangement à la défunte princesse de Condé.

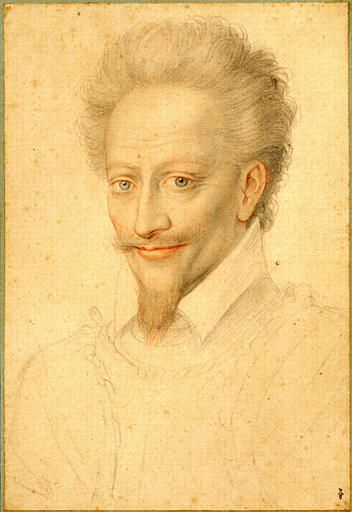
Henri de Bourbon, prince de Condé
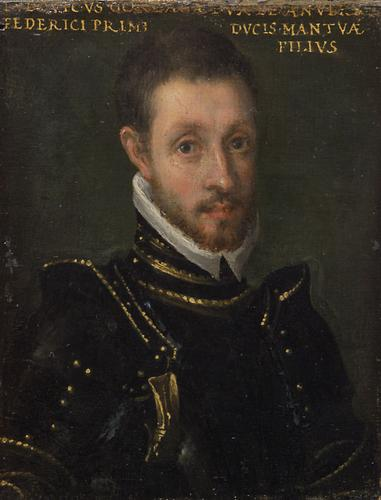
Louis de Gonzague, duc de Nevers
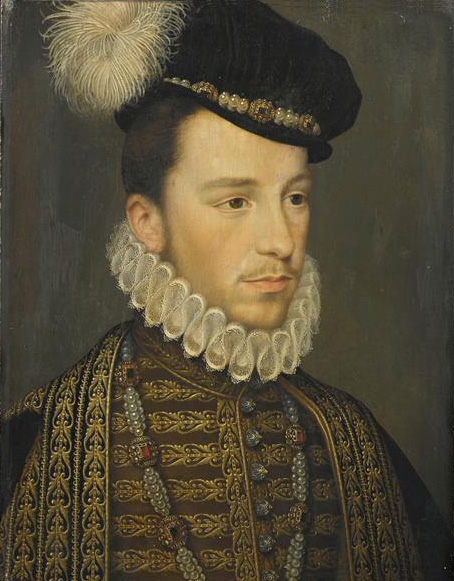
Henri de France, duc d'Anjou